# 慾望之規條
《慾望之規條》是一齣1987年的西班牙電影，由貝德羅·艾慕杜華導演，優西比歐·彭塞臘飾演柏寶，卡門·莫拉飾演天娜，安東尼奧·班達拉斯飾演安東尼奧。此片是首部由艾慕杜華自己創辦的製片公司慾望電影公司獨立推出的影片，主要講述了三個男子之間一段複雜的三角關係，附帶男主角之一的跨性别姐姐與父親的不倫之戀。

## 演員表
- 優西比歐·彭塞臘（英语：Eusebio Poncela） 飾 Pablo Quintero
- 卡門·莫拉 飾 Tina Quintero
- 安東尼奧·班達拉斯 飾 Antonio Benítez
- 米格爾·莫立拿（西班牙语：Miguel Molina Tejedor） 飾 Juan
- 曼奴拉·貝拉絲柯（英语：Manuela Velasco） 飾 Ada
- 篳碧安娜·菲南蒂絲（英语：Bibiana Fernández） 飾 Ada的母親
- 斐南度·吉連（英语：Fernando Guillén (actor)） 飾 督察
- 斐南度·吉連·庫爾柏（英语：Fernando Guillén Cuervo） 飾 偵探
- 艾嘉·莉蓮（英语：Helga Liné） 飾 Antonio的母親
- 拿祖·馬天尼斯 飾 醫生
- 赫爾曼·寇柏士（英语：Germán Cobos） 飾 Constantino神父

## 影音製品
電影的美國版DVD在2009年11月3日發行，首發於一套名叫  的DVD合輯裡，設西班牙語原聲，英文、法文字幕選擇。香港目前則只有舒琪的創造社曾發行過此片的VCD，配繁體中文和英文字幕。臺灣版DVD於2015年9月25日發行，設西班牙語原聲和正體中文字幕。

## 外部連結
- 互联网电影数据库（IMDb）上《慾望之規條》的资料（英文）
- 爛番茄上《慾望之規條》的資料（英文）
- 香港外語電影資料網上《慾望之規條 （页面存档备份，存于）》的資料 （繁體中文）
- 豆瓣电影上《慾望之規條》的資料 （简体中文）